# Zahájí
Zahájí är en ort i Tjeckien.   Den ligger i regionen Södra Böhmen, i den centrala delen av landet, 110 km söder om huvudstaden Prag. Zahájí ligger 412 meter över havet och antalet invånare är 368.
Terrängen runt Zahájí är platt. Runt Zahájí är det ganska tätbefolkat, med 52 invånare per kvadratkilometer. Närmaste större samhälle är České Budějovice, 14,8 km sydost om Zahájí. I omgivningarna runt Zahájí växer i huvudsak blandskog.